# Центр международной торговли (Москва)
Це́нтр междунаро́дной торго́вли (ЦМТ, ранее — Совинцентр, «Хаммеровский центр») — деловой комплекс Москвы, расположен на Краснопресненской набережной столицы. Построен при участии Арманда Хаммера в конце 1970-х годов. 
ЦМТ находится в формирующемся деловом центре города, рядом с выставочным комплексом «Экспоцентр» и бизнес-комплексом Москва-Сити; ближайшие станции метро — «Улица 1905 года», «Деловой центр», «Деловой центр».
В состав комплекса входят три офисных здания, конгресс-центр, гостиницы Plaza Garden Moscow - World Trade Centre и  Satelinn Moscow Khovrino WTC, апарт-отель[неизвестный термин] «Международная», МКД «Эридан-1» и «Эридан-2»; общая площадь объектов составляет 330 тыс. м².
В центре проводятся деловые встречи, симпозиумы, конгрессы, совещания и иные деловые мероприятия.
Владеет и управляет комплексом ПАО «Центр международной торговли», 51,02 % которого принадлежит Торгово-промышленной палате России, около 18 % контролируется Анатолием Гавриленко посредством инвестгруппы «Алор». С апреля 2012 г. председателем совета директоров ОАО «ЦМТ» является президент Торгово-промышленной палаты России Сергей Катырин.

## История

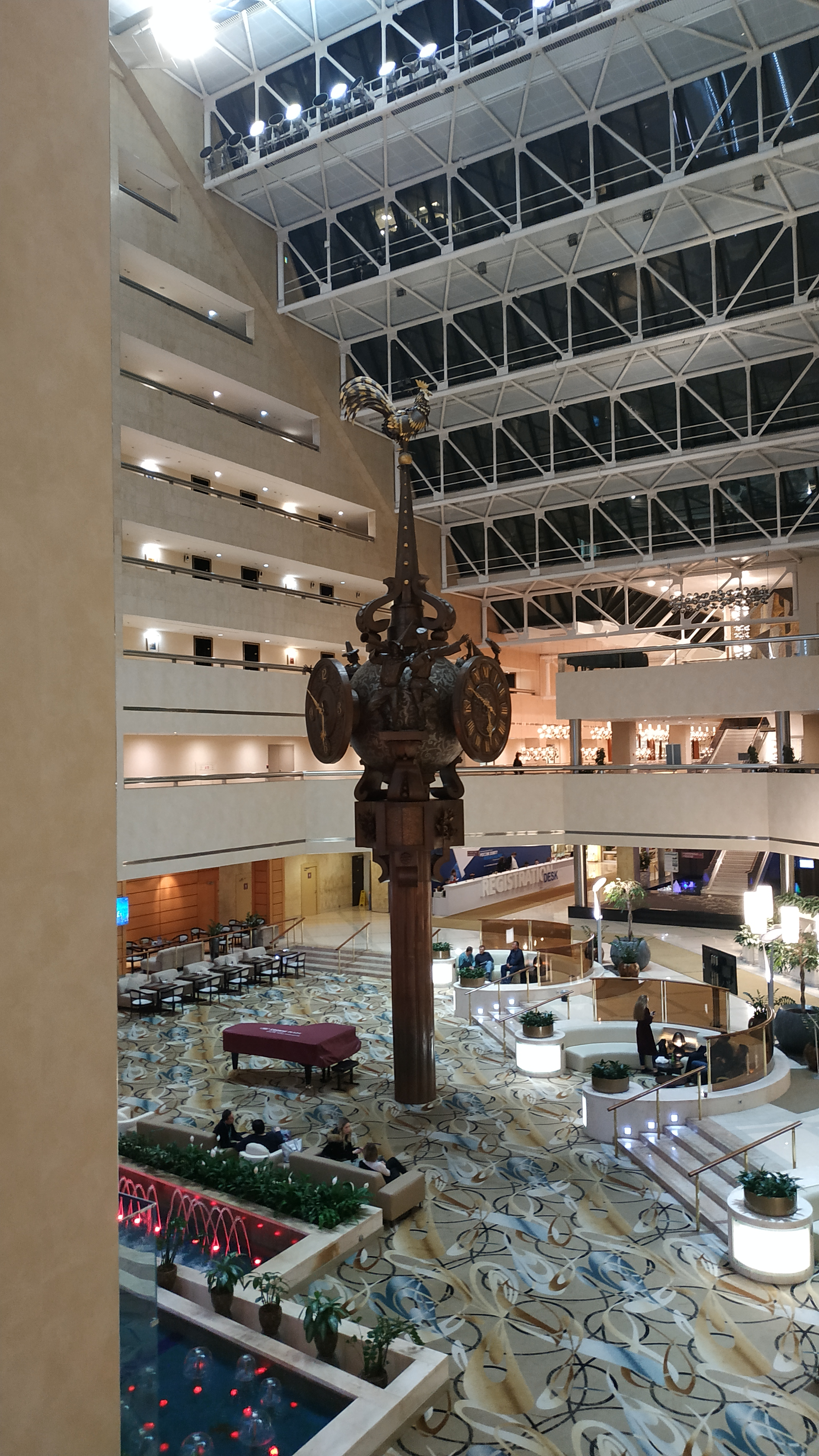
Интерьер атриума (2019)

Был построен в 1980 году по проекту коллектива архитекторов — Михаила Посохина (руководитель), Владимира Кубасова и Петра Скокана; до середины 1990-х годов носил название «Совинцентр», по названию крупнейшего из всесоюзных внешнеторговых объединений системы ТПП СССР, в систему выставочно-представительских учреждений которой он входил. В 1988—1989 году в Совинцентре проводились игры телепрограммы «Что? Где? Когда?»[значимость факта?].

### Идея создания и открытие

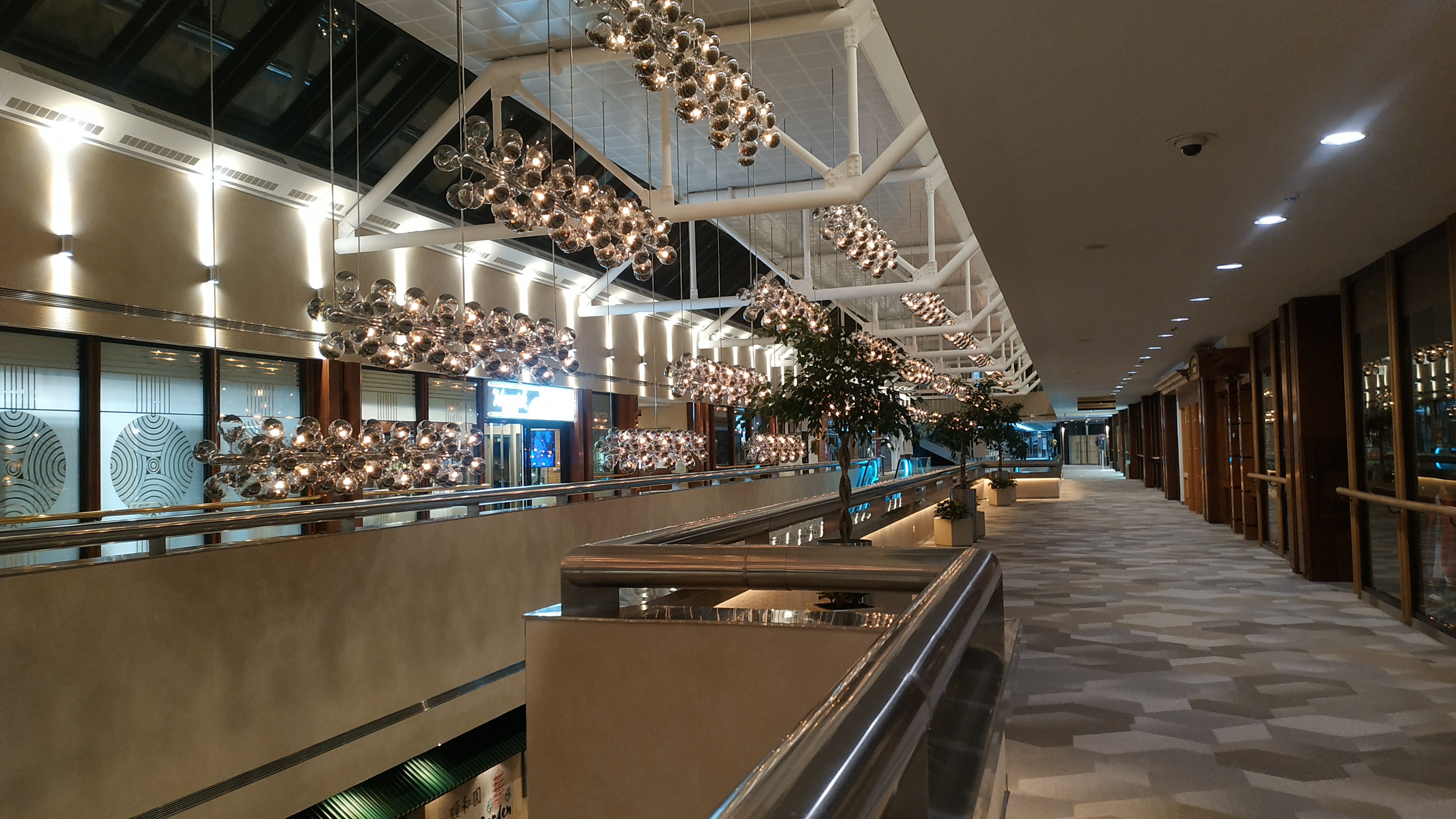
Интерьер общественной части (2019)

Идея создания Центра международной торговли возникла в начале 1970-х годов, когда в период роста внешнеэкономической активности страны и увеличения числа контрактов с зарубежными организациями, встала необходимость в создании в Москве своего делового центра, где могли бы разместиться и функционировать представительства зарубежных компаний. Инициаторами проекта создания делового центра в Москве выступили Торгово-промышленная палата СССР и американский бизнесмен Арманд Хаммер. В июне 1973 года Совет министров СССР принял соответствующее поставление и была учреждена дирекция ЦМТ. Проект комплекса был разработан под руководством главного архитектора Москвы Михаила Посохина совместно с американской компанией Welton Becket. Финансирование строительства ЦМТ осуществлялось за счёт кредитов, предоставленных американскими банками Eximbank и Chase Manhattan Bank, а также из средств госбюджета.
Официальное открытие состоялось в 1980 году.

### Развитие в СССР
В 1981 году в ЦМТ прошла генеральная ассамблея Ассоциации центров международной торговли, в которой приняли участие представители даже тех государств, с которыми у Советского Союза не было дипломатических отношений (Гонконг, Берег Слоновой кости, Израиль, Южная Корея, ЮАР).
В августе 1984 года здесь проходили заседания 27 сессии Международного геологического конгресса, проводились пресс-конференции делегатов.
В период с 1980 по 1990 годы здесь прошли: выставка-презентация Xerox, презентация SAIC Velcorex, 83-я сессия Международного олимпийского комитета, 16-я конференция Федерации европейских биохимических обществ (FEBS), заседание Американо-советского торгово-экономического совета, всемирная конференция «Религиозные деятели за спасение священного дара жизни», открытие представительства Британо-советской торговой палаты и другие мероприятия.
В 1988 и 1989 годах здесь прошли игры клуба «Что? Где? Когда?», в том числе и при участии иностранных команд.

### Передел собственности в 1990-е годы
По данным газеты «Коммерсант», с конца 1980-х годов здания центра контролировали абхазские и чеченские криминальные авторитеты, в частности Беслан Джонуа (нередко встречается искажённый вариант фамилии — Дожуа) по кличке «Бесик», с 1994 года перебравшийся во Францию, а также Майрбек Дакаев по кличке «Майер», которые облагали данью арендаторов.
По воспоминаниям бывшего руководителя службы безопасности ЦМТ, первые бандиты появились примерно в 1989 году: они назначали встречи возле статуи Меркурия, затем отправлялись в «Венское кафе», наводя ужас на иностранцев. Криминальные элементы отпугивали представителей зарубежных фирм, которые начали переезжать в другие бизнес-центры Москвы, а ЦМТ нёс убытки от потери арендаторов.
В начале 1990-х директор фирмы «Инрест», владевшей сетью ресторанов в ЦМТ Александр Оганов, по версии газеты «МК», вступил в конфликт с криминалом, контролировавшим ЦМТ. 21 марта 1995 года в 8.30 утра Оганов был застрелен.
Руководство Торгово-промышленной палаты, владевшей ЦМТ, пошло на решительные меры: в начале 1995 года генеральным директором Центра был назначен 59-летний Борис Грязнов, намеревавшийся с помощью своей службы безопасности, в которую входили бывшие сотрудники милиции и КГБ СССР, освободить центр от влияния криминала. Охрана стала под любым предлогом выдворять кавказцев с территории ЦМТ, что провоцировало конфликты — одному из охранников были нанесены тяжелые ранения ножом.
В сентябре 1995 года Грязнов объявил программу модернизации центра, предполагавшую, в том числе реконструкцию здания и строительство новых помещений, а также серьёзные кадровые сокращения (с 3500 сотрудников до 1500) и обновление кадрового состава.
Большую часть помещений Грязнов сдал в аренду концерну «Инфант» московского бизнесмена чеченского происхождения Руслана Байсарова, полагая что тому будет проще вести переговоры с авторитетными кавказцами. По версии газеты «Коммерсантъ», до 1997 года Байсарову удавалось улаживать все конфликты с бандитами, однако когда владельцы ЦМТ решили привлечь иностранных инвесторов и при помощи аудиторской фирмы Price Waterhouse разработали план развития, включавший внедрение прозрачной схемы слежения за всеми финансовыми потоками, это вызывало серьёзное недовольство криминала.
12 ноября 1997 года Грязнов, а также его водитель и телохранитель были расстреляны из автомата Калашникова во дворе № 4 на улице Лизы Чайкиной. Байсаров, по его словам, получал угрозы от «Майера», а его дом в Жуковке на Рублевке был взорван при помощи гранаты. В 2007 году Беслан Джонуа («Бесик») был застрелен в центре Москвы.

### Дальнейшее развитие
В 1992 году ЦМТ был преобразован в Открытое акционерное общество (ОАО), основным акционером которого стала Торгово-промышленная палата России. После состоявшегося в декабре 2006 года V съезда ТПП РФ была сформирована новая управленческая команда и принята пятилетняя концепция стратегического развития ЦМТ.
В декабре 2006 года ОАО «ЦМТ» провело первичное размещение акций в системе РТС, в ходе которого было размещено 18 % акций на сумму 105 млн долларов.

## Конгрессная деятельность
Площадь конгресс-центра ЦМТ включает многофункциональный трансформируемый конгресс-зал, 29 конференц-залов и переговорных комнат, и составляет 6000 м². Общая одновременная вместимость — 4600 человек.
С 2010 по 2012 годы в ЦМТ прошли следующие форумы: Европейская конференция министров регионального развития (CEMAT) Совета Европы, Международный общественный форум «Роль народной дипломатии в развитии международного гуманитарного сотрудничества», Всероссийский форум «Развитие санаторно-курортной помощи, восстановительного лечения и медицинской реабилитации», 1-й Российский Нефтяной Конгресс, Международный конгресс «Открытая Россия: партнерство для модернизации», Первый Всероссийский экологический форум «Экология. Инновация. Среда обитания», VII Ежегодный бизнес-форум «Деловой России» «НЕсырьевая модель социального государства», Глобальный форум Всемирной организации здравоохранения.
Центр международной торговли является членом Международной ассоциации конгресс-центров (AIPC), Международной ассоциации конгрессов и конференций и Российского союза выставок и ярмарок.

## Гостиничный комплекс
По данным РБК, в связи с потребностью Москвы в отелях бизнес-класса, в 2005 году было решено ввести гостиницу «Международная» в гостиничную сеть IHG. По условиям договора, ЦМТ должен осуществлять управление гостиничным бизнесом самостоятельно, без иностранных менеджеров. ЦМТ инвестировал более 20 млн долл. в модернизацию гостиницы «Международная», и в 2007 году она открылась под новым брендом — Crowne Plaza Moscow WTC, насчитывая 575 номеров. Бренд Crowne Plaza принадлежит международной гостиничной сети InterContinental Hotels Group (IHG). В марте 2011 года состоялось открытие 20-этажного клубного корпуса отеля Crowne Plaza Moscow WTC на 149 номеров.

## Международное и межрегиональное сотрудничество
В ходе реализации концепции стратегического развития ЦМТ развивались международное и региональное направления. Были установлены отношения между ЦМТ Москвы и центрами международной торговли других стран мира (государств Евросоюза, США и КНР), подписано Соглашение о сотрудничестве между ОАО «Центр международной торговли» и Торгово-промышленными палатами Барселоны и Нью-Йорка. В настоящее время ведется работа по созданию региональных деловых центров в субъектах Российской Федерации. В рамках этой работы в апреле 2010 года был открыт «ЦМТ-Краснодар» — бизнес-комплекс на Юге России, часть деловой инфраструктуры зимней Олимпиады-2014 в Сочи.

## Награды
- Международная награда[30] International Arch of Europe for Quality and Technology.
- Лауреат конкурса «Лучший работодатель города Москвы» и победитель международной премии «Лидеры экономического развития» в номинации «Лучшее предприятие года»[31].
- Награда Russian Business Travel & MICE Award[32].
- Сократовские награды в области государственного управления, экономики, науки и культуры: награда в номинации «Лучшее предприятие Европы»[33].